# Superfly
Superfly, también conocida como Super Fly, es una película de blaxploitation estadounidense de 1972. Trata sobre un narcotraficante de cocaína. 
La música fue escrita e interpretada por Curtis Mayfield, y tal vez sea más popular que la propia película.